# Sevid na Moru
Sevid na Moru naselje je u općini Marina. Godine 2021. imalo je 160 stanovnika.